# Hornbachspitze
La Hornbachspitze est une montagne culminant à 2 533 m d'altitude dans les Alpes d'Allgäu.

## Géographie
La Hornbachspitze est proche de la frontière entre l'Allemagne et l'Autriche. Le sommet est sur le territoire autrichien du Tyrol.
À l'ouest se trouve l'Öfnerspitze et à l'est, la Marchspitze.